# ذهويراء
الذهويراء (الاسم العلمي:Chrysowaernella) هي جنس من الأسناخ الصبغية تتبع الفصيلة الذهبقية من رتبة الذهبقيات.